# Hymenophyllum streptophyllum
Hymenophyllum streptophyllum är en hinnbräkenväxtart som beskrevs av Fourn. Hymenophyllum streptophyllum ingår i släktet Hymenophyllum och familjen Hymenophyllaceae. Inga underarter finns listade.